# Rock in Rio (Album)
Rock in Rio ist das fünfte Livealbum der britischen Heavy-Metal-Band Iron Maiden. Das Album wurde am 25. März 2002 via EMI veröffentlicht.

## Hintergrund
Das Album wurde während des Rock-in-Rio-Festivals am 19. Januar 2001 aufgenommen. Iron Maiden waren Headliner und spielten vor 250.000 Menschen; die zweitgrößte Kulisse, vor der die Band je gespielt hat (Bei Rock in Rio I waren es rund 300.000 Zuschauer). Der Auftritt war gleichzeitig das Ende der „Brave New World Tour“.
Während des Konzertes spielte die Band viele ihrer bekanntesten Lieder. Erwähnenswert sind jedoch Sign of the Cross und The Clansman, die ursprünglich von Blaze Bayley gesungen wurden.
Das Intro des Konzerts stammt aus dem Soundtrack des Films Der erste Ritter. Das Keyboard bei dem Konzert wurde von Michael Kenney gespielt.
Alle Lieder von den Studioalben vor Brave New World sind hier erstmals mit drei Gitarren zu hören.
Als Videos wurde das Lied Brave New World und die Dokumentation A Day in the Life den CDs beigefügt.
Das Album wurde auch als DVD veröffentlicht. Die zweite DVD enthält verschiedene Interviews, eine Dokumentation über die private Seite der Band und ein Fototagebuch von Ross Halfin.

## Titelliste

### CD 1
1. Intro – 1:55
2. The Wicker Man – 4:41
3. Ghost of the Navigator – 6:48
4. Brave New World – 6:06
5. Wrathchild – 3:25
6. 2 Minutes to Midnight – 6:26
7. Blood Brothers – 7:15
8. Sign of the Cross – 10:49
9. The Mercenary – 4:42
10. The Trooper – 4:34

### CD 2
1. Dream of Mirrors – 9:38
2. The Clansman – 9:19
3. The Evil That Men Do – 4:40
4. Fear of the Dark – 7:40
5. Iron Maiden – 5:51
6. The Number of the Beast – 5:00
7. Hallowed Be Thy Name – 7:23
8. Sanctuary – 5:17
9. Run to the Hills – 4:52

## Erfolg
Das Album erreichte in Großbritannien Platz #15, in Deutschland Platz #13 der Albencharts und in den USA Platz #186 der Billboard-Charts.